# Igreja de Nossa Senhora das Ondas
A Igreja de Nossa Senhora das Ondas, ou dos Mareantes, também designada por Igreja de São Pedro Gonçalves Telmo, localiza-se na freguesia de Santa Maria, da cidade de Tavira, em Portugal.
A sua origem remonta ao reinado de Manuel I de Portugal, erguida pela Confraria de São Pedro Gonçalves Telmo, formada por pescadores e mareantes. Por essa razão era também conhecida como Igreja do Compromisso Marítimo.
Em estilo renascentista, sofreu com o terremoto de 1755, tendo sido parcialmente reconstruída. Tem, na capela-mor, uma imagem de São Pedro Gonçalves Telmo, protector dos homens do mar. O seu tecto apresenta uma pintura em perspectiva, e a restante decoração é composta por obras de estilo barroco. Consta, ainda, que esta igreja possuía um estandarte de seda encarnada, com as armas reais bordadas a ouro, e uma caravela, símbolo do Compromisso Marítimo de Tavira, mas que terão sido roubadas.